# Roman Kouzmine
Pour les articles homonymes, voir Kouzmine.
Roman Ivanovitch Kouzmine (en russe : Роман Иванович Кузьмин ; 1811-1867) est un architecte russe. C'est un représentant majeur de l'architecture néo-byzantine en Russie impériale avec David Grimm.

## Biographie
Kouzmine étudie à l'académie impériale des Beaux-Arts en qualité de pensionnaire de l'armée de la mer Noire, jusqu'en 1832. Il termine avec une petite médaille d'or récompensant son projet d'un séminaire. Il reçoit l'année suivante une grande médaille d'or pour le projet d'un château seigneurial ce qui lui permet d'obtenir une bourse pour son Grand Tour.
Il étudie alors les églises paléochrétiennes et byzantines de Grèce et des possessions ottomanes en Europe. Il participe à la restauration du forum de Trajan à Rome et passe ainsi six ans à l'étranger. Il retourne à Saint-Pétersbourg en 1840. Il est nommé académicien, puis professeur l'année suivante, pour son projet de construction de l'académie médico-chirurgicale avec plusieurs cliniques.
Il est nommé ensuite architecte à la cour et bâtit des écuries, agrandit le palais de Gatchina, participe à la construction de la chapelle des chantres de Saint-Pétersbourg et construit la cathédrale Saint-Paul de Gatchina.
Il acquiert une grande renommée en construisant l'église russe d'Athènes, la cathédrale russe de la rue Daru à Paris, l'église grecque (ru) de Saint-Pétersbourg, ainsi qu'une chapelle de marbre dans le jardin d'Été de la capitale impériale.